# Knud di Danimarca
Knud di Danimarca (nome completo in danese Knud Christian Frederik Michael; Palazzo di Sorgenfri, 27 luglio 1900 – Copenaghen, 14 giugno 1976) è stato principe ereditario di Danimarca dal 1947 al 1953.
In quanto erede presuntivo sarebbe divenuto re dopo il fratello maggiore Federico IX, ma un cambiamento della Costituzione danese gli fece perdere il suo posto nella linea di successione a favore di sua nipote, Margherita II.

## Biografia

### Nascita e famiglia

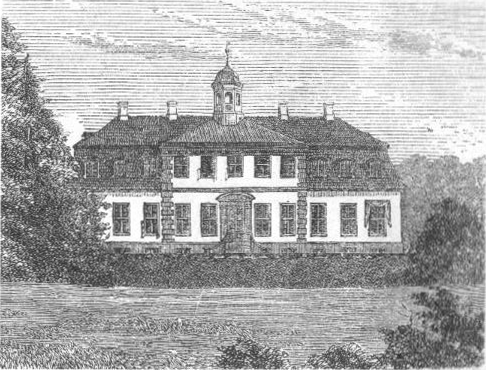
Il Palazzo di Sorgenfri, luogo di nascita del principe Knud, nel 1895

Il principe Knud nacque il 27 luglio 1900 nel Palazzo di Sorgenfri, durante il regno del suo bisnonno Cristiano IX. Suo padre era il  Cristiano X, figlio maggiore del Federico VIII e della regina Luisa di Svezia.
Sua madre era Alessandrina di Meclemburgo-Schwerin, una figlia di Federico Francesco III, granduca di Meclemburgo-Schwerin e della granduchessa Anastasija Michajlovna di Russia. L'unico fratello di Knud, Federico IX, era nato un anno prima di lui.
Il nome Knud (qualche volta Knut, italianizzato in Canuto) era stato portato in precedenza da alcuni re danesi. Il più noto di questi fu Canuto il Grande e l'ultimo fu Canuto VI, che morì nel 1202.

### Infanzia

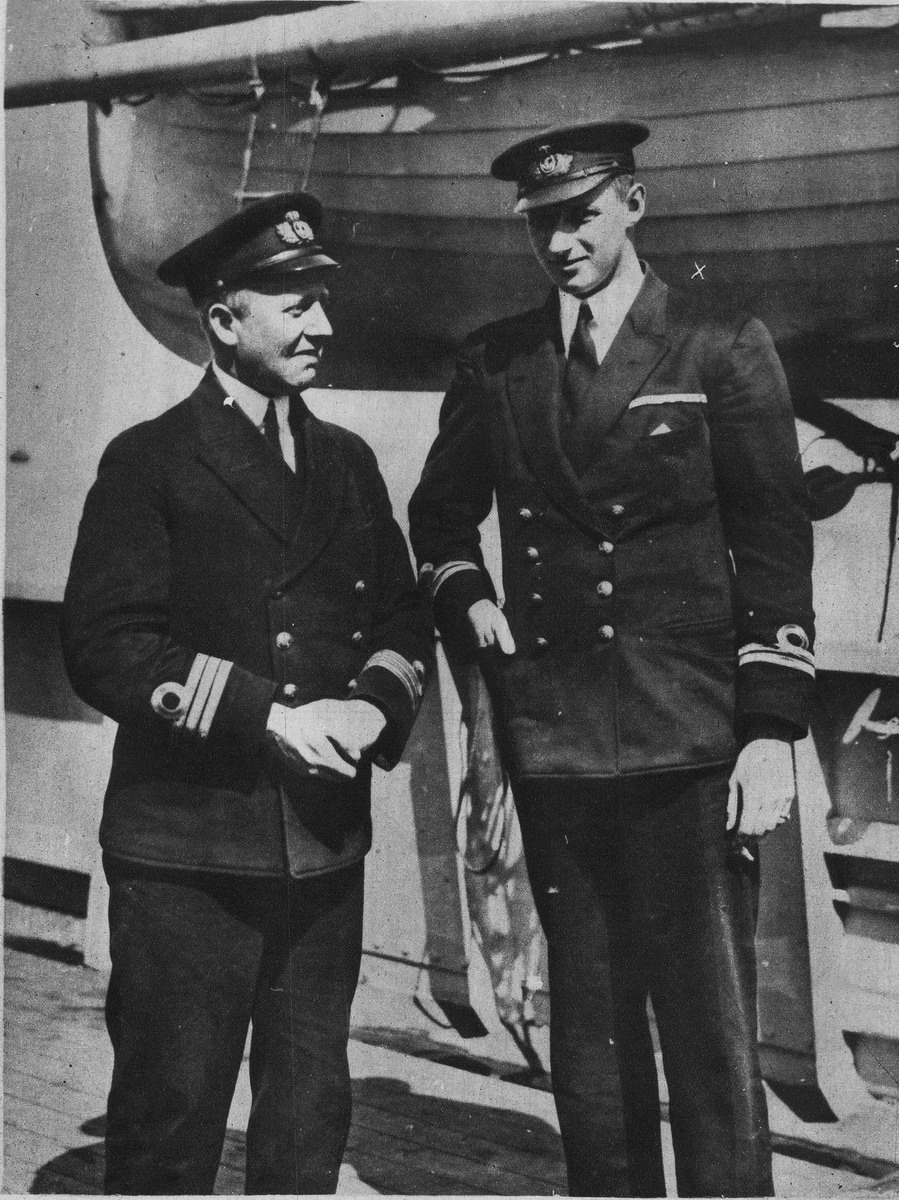
Il principe Knud (a destra) a Barcellona nel 1929

Cristiano IX morì il 29 gennaio 1906 ed il nonno di Knud, il principe ereditario Federico, gli successe come re Federico VIII, mentre il padre di Knud diventò principe ereditario.

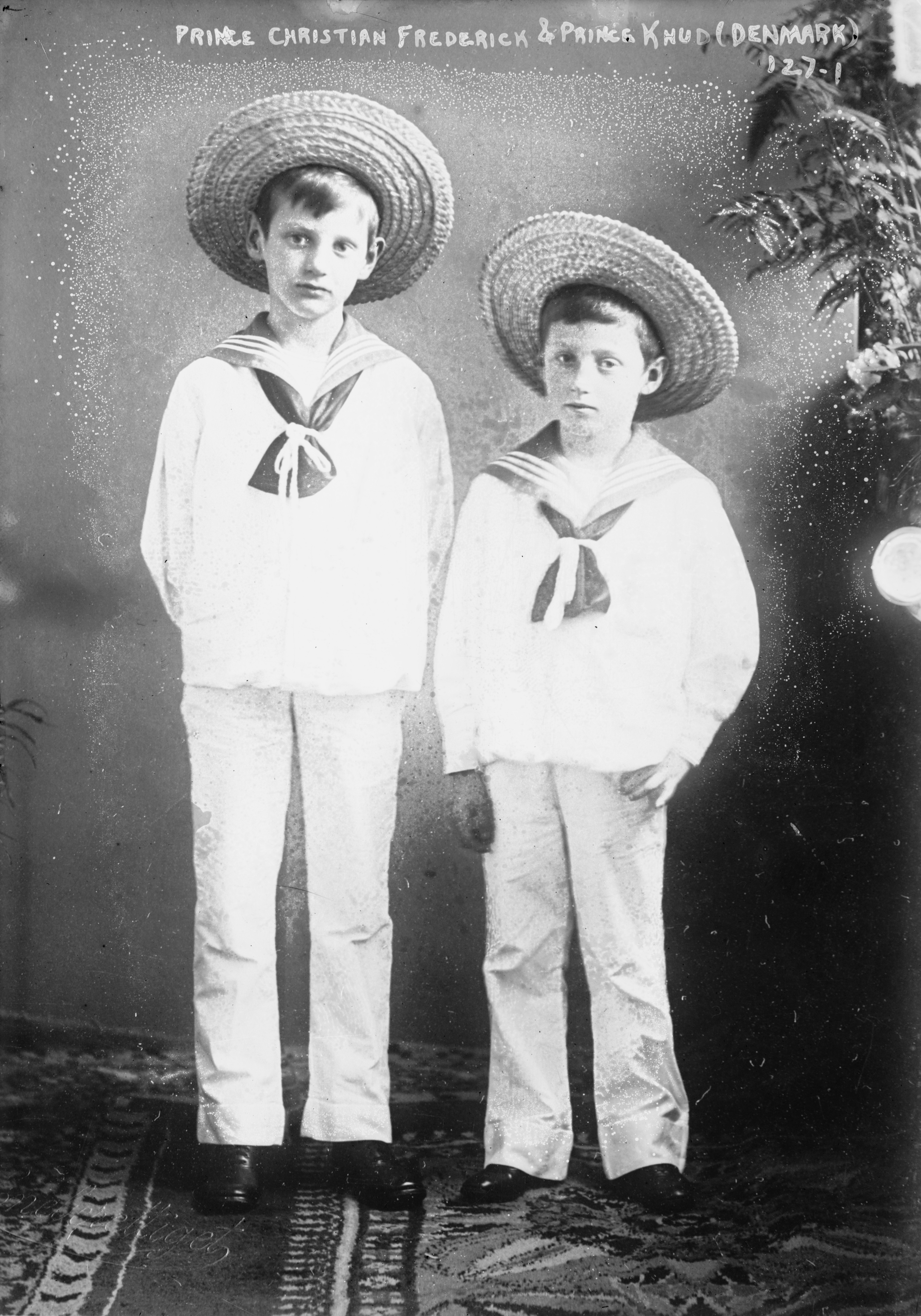
Il principe Federico ed il principe Knud, circa 1912

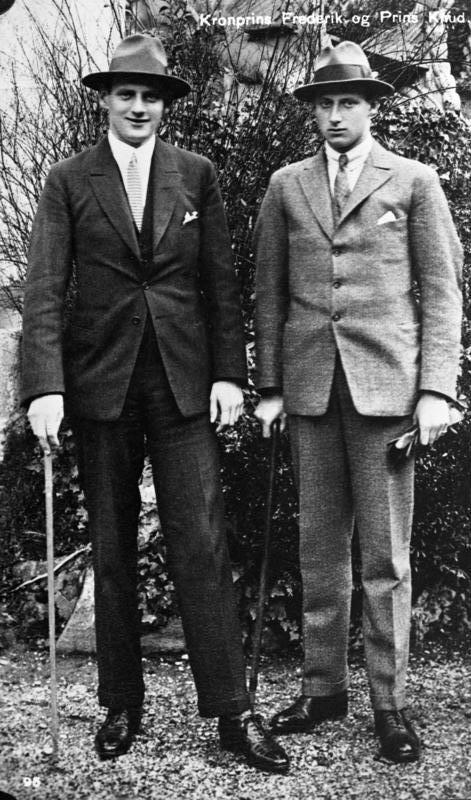
Il principe Knud (a destra) e suo fratello, il principe ereditario Federico, nel 1920

Appena sei anni dopo, il 14 maggio 1912, re Federico VIII morì ed il padre di Knud salì al trono come re Cristiano X.
Come era usanza per i principi a quei tempi, iniziò una formazione militare ed entrò nel collegio navale.

### Matrimonio
Sposò la sua cugina di primo grado, la principessa Carolina Matilde di Danimarca, l'8 settembre 1933 al Palazzo di Fredensborg. Lei era una figlia del principe Harald di Danimarca, figlio del re Federico VIII di Danimarca e della principessa Elena di Schleswig-Holstein-Sonderburg-Glücksburg.
Knud e Carolina Matilde ebbero tre figli: la principessa Elisabetta, il principe Ingolf ed il principe Christian.

### Erede presuntivo
Il 20 aprile 1947, Cristiano X morì e Federico, fratello di Knud, salì al trono come Federico IX di Danimarca. Poiché Federico IX non aveva figli maschi e l'atto di successione danese a quel tempo seguiva il principio di primogenitura agnatizia, il principe Knud diventò erede presuntivo e il prossimo a succedere al fratello come re.
Federico IX aveva, tuttavia, tre figlie femmine, che non potevano ereditare il trono del loro padre a causa della legge di successione. Nel 1953 l'atto di successione danese fu modificato per seguire il principio di primogenitura cognatizia. La nuova legge rese la figlia tredicenne di Federico IX, la principessa Margrethe, la nuova erede presuntiva, collocando lei e le sue due sorelle prima del principe Knud e della sua famiglia nella linea di successione. Dopo il suo matrimonio nel 1964 con l'allora re Costantino II di Grecia, la principessa Anna Maria, la minore delle figlie di re Federico, rinunciò ai suoi diritti al trono danese.
In seguito al cambiamento della successione, al principe Knud fu dato il titolo di principe ereditario.

### Vita successiva
Federico IX morì nel 1972 e gli succedette la figlia Margrethe.
Il principe ereditario Knud morì a Gentofte il 14 giugno 1976. Fu sepolto nella cattedrale di Roskilde. La principessa ereditaria Carolina Matilde sopravvisse a suo marito per 19 anni e morì il 12 dicembre 1995.

## Patrocini
Nel 1953 una casa per studenti a Copenaghen/Danimarca fu chiamata "Arveprins Knuds Kollegium" in onore del principe Knud.
In quel periodo, il principe Knud era protettore del Sydslesvigsk Studie- og Hjælpefond (Studio e rilievo del fondo dello Schleswig meridionale) (vedere Minoranza danese del Sud Schleswig), un'area che poteva essere considerata il luogo di nascita del Casato di Schleswig-Holstein-Sonderburg-Glücksburg, a cui apparteneva la famiglia reale di Knud.

## Discendenza
Knud di Danimarca e Carolina Matilde di Danimarca ebbero una figlia e due figli:
- Principessa Elisabeth Caroline-Mathilde Alexandrine Helena Olga Thyra Feodora Estrid Margarethe Désirée (8 maggio 1935 - 19 giugno 2018).
- Principe Ingolf Christian Frederik Knud Harald Gorm Gustav Viggo Valdemar Aage (17 febbraio 1940). Perse il proprio titolo e divenne conte di Rosenborg dopo aver sposato senza consenso Inge Terney.
- Principe Christian Frederik Franz Knud Harald Carl Oluf Gustav Georg Erik (22 ottobre 1942 - 21 maggio 2013). Perse il proprio titolo e divenne conte di Rosenborg dopo aver sposato senza consenso Anne Dorte Maltoft-Nielsen. Hanno avuto figli.

## Titoli e trattamento
- 27 luglio 1900 - 1º dicembre 1918: Sua Altezza Reale Principe Knud di Danimarca
- 1º dicembre 1918 - 17 giugno 1944: Sua Altezza Reale Principe Knud di Danimarca e Islanda
- 17 giugno 1944 - 20 aprile 1947: Sua Altezza Reale Principe Knud di Danimarca e Islanda
- 20 aprile 1947 - 27 marzo 1953: Sua Altezza Reale Il Principe Ereditario di Danimarca
- 27 marzo 1953 - 14 giugno 1976: Sua Altezza Reale Principe Ereditario Knud di Danimarca

## Ascendenza
|                                                |                                               |                                        | Genitori                         |  |  | Nonni |  |  | Bisnonni                  |  |  | Trisnonni                                                      |  |
|                                                |                                               |                                        |                                  |  |  |       |  |  | Cristiano IX di Danimarca |  |  | Federico Guglielmo di Schleswig-Holstein-Sonderburg-Glücksburg |  |
|                                                |                                               |                                        |                                  |  |  |       |  |  | Cristiano IX di Danimarca |  |  | Federico Guglielmo di Schleswig-Holstein-Sonderburg-Glücksburg |  |
|                                                |                                               | Luisa Carolina d'Assia-Kassel          |                                  |  |  |       |  |  | Cristiano IX di Danimarca |  |  |                                                                |  |
| Federico VIII di Danimarca                     |                                               |                                        |                                  |  |  |       |  |  | Cristiano IX di Danimarca |  |  |                                                                |  |
|                                                |                                               | Luisa d'Assia-Kassel                   | Guglielmo d'Assia-Kassel         |  |  |       |  |  |                           |  |  |                                                                |  |
|                                                |                                               | Luisa d'Assia-Kassel                   | Guglielmo d'Assia-Kassel         |  |  |       |  |  |                           |  |  |                                                                |  |
|                                                |                                               | Luisa d'Assia-Kassel                   | Luisa Carlotta di Danimarca      |  |  |       |  |  |                           |  |  |                                                                |  |
| Cristiano X di Danimarca                       |                                               | Luisa d'Assia-Kassel                   |                                  |  |  |       |  |  |                           |  |  |                                                                |  |
|                                                |                                               | Carlo XV di Svezia                     | Oscar I di Svezia                |  |  |       |  |  |                           |  |  |                                                                |  |
|                                                |                                               | Carlo XV di Svezia                     | Oscar I di Svezia                |  |  |       |  |  |                           |  |  |                                                                |  |
|                                                |                                               | Carlo XV di Svezia                     | Giuseppina di Leuchtenberg       |  |  |       |  |  |                           |  |  |                                                                |  |
| Luisa di Svezia                                |                                               | Carlo XV di Svezia                     |                                  |  |  |       |  |  |                           |  |  |                                                                |  |
|                                                |                                               | Luisa dei Paesi Bassi                  | Federico d'Orange-Nassau         |  |  |       |  |  |                           |  |  |                                                                |  |
|                                                |                                               | Luisa dei Paesi Bassi                  | Federico d'Orange-Nassau         |  |  |       |  |  |                           |  |  |                                                                |  |
|                                                |                                               | Luisa dei Paesi Bassi                  | Luisa di Prussia                 |  |  |       |  |  |                           |  |  |                                                                |  |
| Knud di Danimarca                              |                                               | Luisa dei Paesi Bassi                  |                                  |  |  |       |  |  |                           |  |  |                                                                |  |
|                                                | Federico Francesco II di Meclemburgo-Schwerin | Paolo Federico di Meclemburgo-Schwerin |                                  |  |  |       |  |  |                           |  |  |                                                                |  |
|                                                | Federico Francesco II di Meclemburgo-Schwerin | Paolo Federico di Meclemburgo-Schwerin |                                  |  |  |       |  |  |                           |  |  |                                                                |  |
|                                                | Federico Francesco II di Meclemburgo-Schwerin | Alessandrina di Prussia                |                                  |  |  |       |  |  |                           |  |  |                                                                |  |
| Federico Francesco III di Meclemburgo-Schwerin | Federico Francesco II di Meclemburgo-Schwerin |                                        |                                  |  |  |       |  |  |                           |  |  |                                                                |  |
|                                                |                                               | Augusta di Reuss-Köstritz              | Enrico LXIII di Reuss-Köstritz   |  |  |       |  |  |                           |  |  |                                                                |  |
|                                                |                                               | Augusta di Reuss-Köstritz              | Enrico LXIII di Reuss-Köstritz   |  |  |       |  |  |                           |  |  |                                                                |  |
|                                                |                                               | Augusta di Reuss-Köstritz              | Eleonora di Stolberg-Wernigerode |  |  |       |  |  |                           |  |  |                                                                |  |
| Alessandrina di Meclemburgo-Schwerin           |                                               | Augusta di Reuss-Köstritz              |                                  |  |  |       |  |  |                           |  |  |                                                                |  |
|                                                |                                               | Michail Nikolaevič Romanov             | Nicola I di Russia               |  |  |       |  |  |                           |  |  |                                                                |  |
|                                                |                                               | Michail Nikolaevič Romanov             | Nicola I di Russia               |  |  |       |  |  |                           |  |  |                                                                |  |
|                                                |                                               | Michail Nikolaevič Romanov             | Carlotta di Prussia              |  |  |       |  |  |                           |  |  |                                                                |  |
| Anastasija Michajlovna Romanova                |                                               | Michail Nikolaevič Romanov             |                                  |  |  |       |  |  |                           |  |  |                                                                |  |
|                                                |                                               | Cecilia di Baden                       | Leopoldo di Baden                |  |  |       |  |  |                           |  |  |                                                                |  |
|                                                |                                               | Cecilia di Baden                       | Leopoldo di Baden                |  |  |       |  |  |                           |  |  |                                                                |  |
|                                                |                                               | Cecilia di Baden                       | Sofia Guglielmina di Svezia      |  |  |       |  |  |                           |  |  |                                                                |  |
|                                                |                                               | Cecilia di Baden                       |                                  |  |  |       |  |  |                           |  |  |                                                                |  |